# Gare de Gestel
Gare de Gestel vasútállomás Franciaországban, Gestel településen.

## Vasútvonalak
Az állomást az alábbi vasútvonalak érintik:
- Savenay–Landerneau-vasútvonal

## Kapcsolódó állomások
A vasútállomáshoz az alábbi állomások vannak a legközelebb:
- Gare de Lorient (Gare de Savenay, Savenay–Landerneau-vasútvonal)
- Gare de Quimperlé (Gare de Landerneau, Savenay–Landerneau-vasútvonal)